# حي النهضة (ولاية عبري)

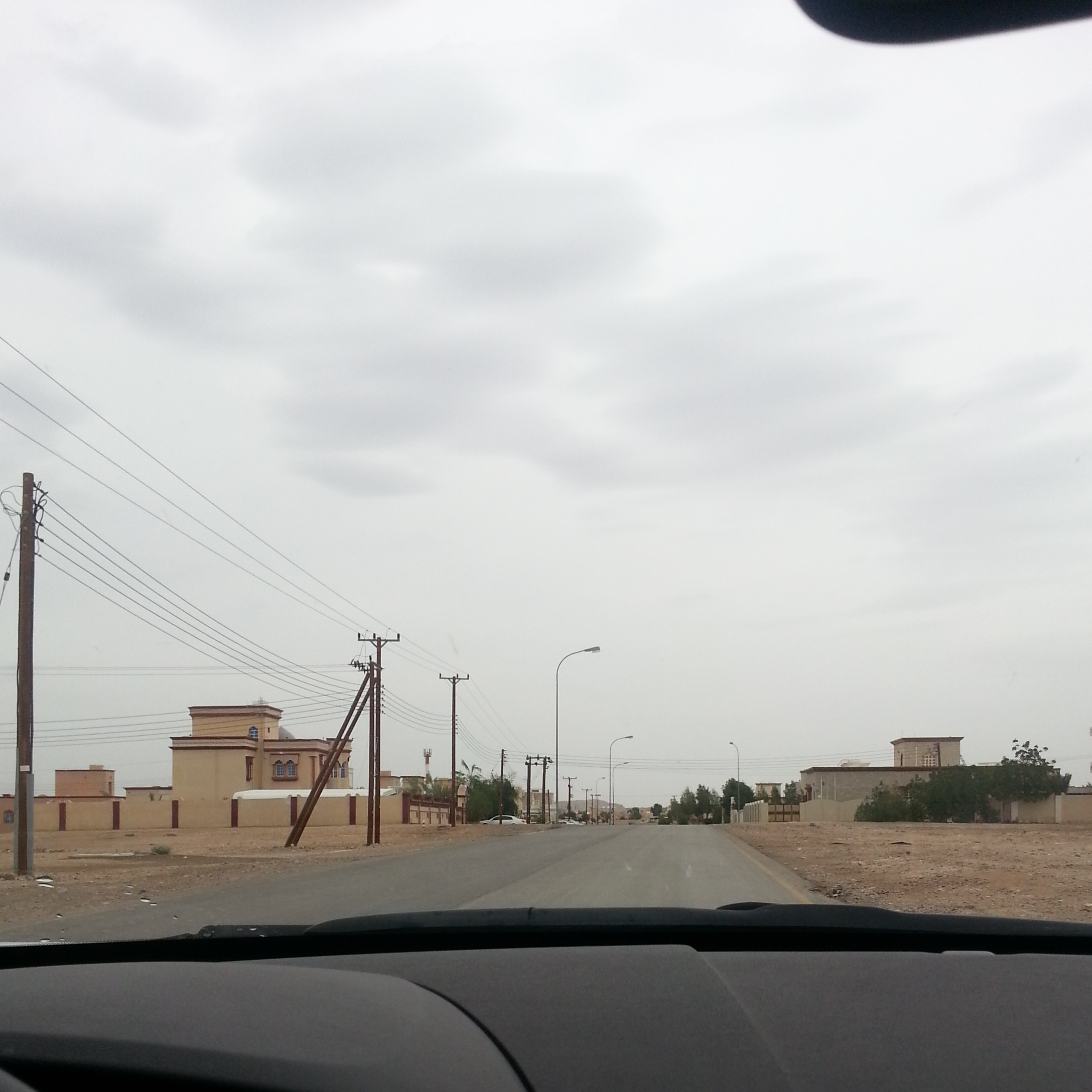
صورة من حي النهضة بولاية عبري

حي النهضة هو إحدى أحياء ولاية عبري التي تقع في محافظة الظاهرة بجانب حي الشعبية ويبعد الحي عن مركز الولاية بنحو 3 كيلومترا.

## الموقـع
تقع بالقرب من قيادة شرطة محافظة الظاهرة ، و يتطرفها من الغرب معسكر مالك بن فهم.

## أهم المعالم

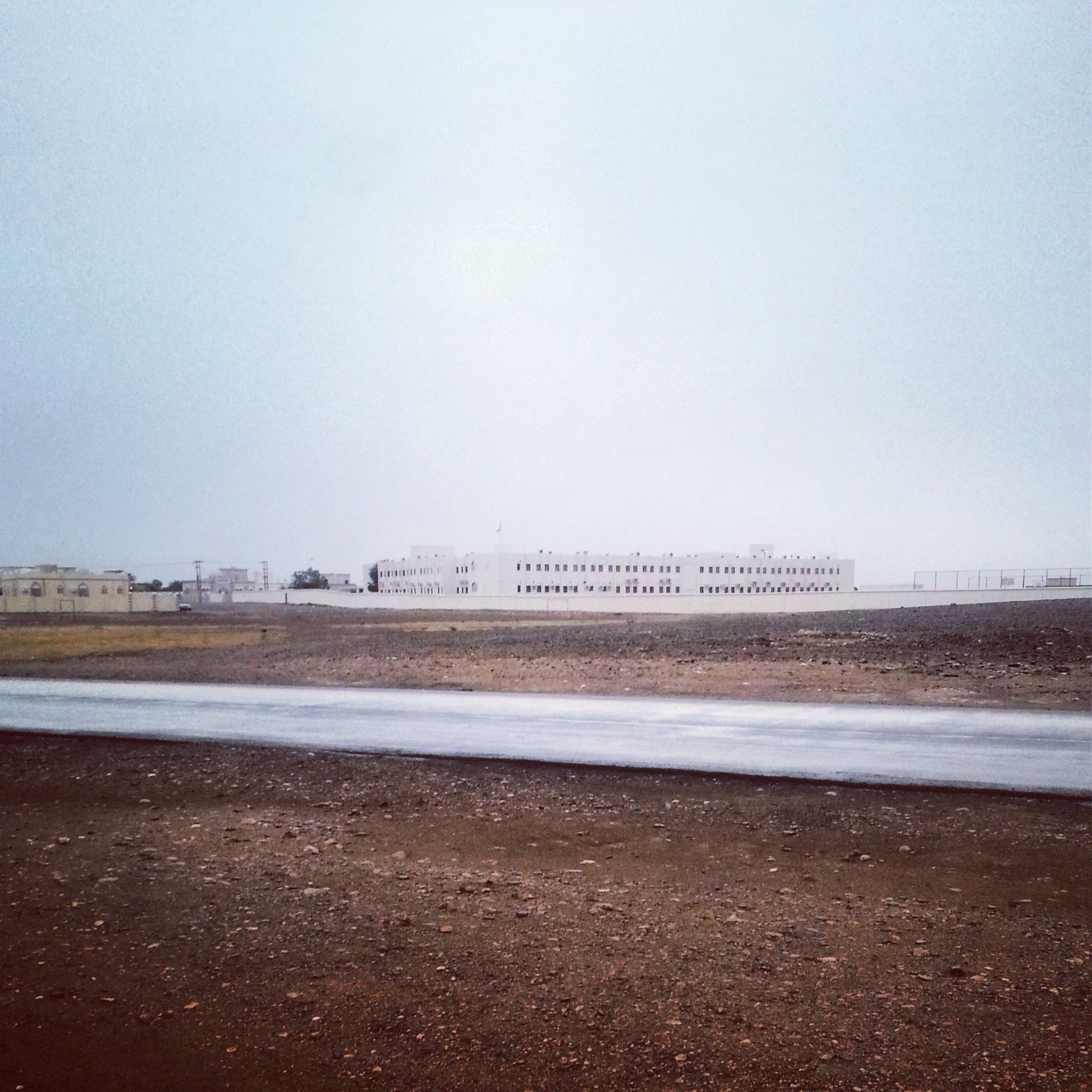
صورة جانبية لمدرسة خضراء عبري

مدرسة خضراء عبري. مركز الوفاء لتأهيل الأطفال المعاقين.

## وصلات خارجية
- وزارة الاعلام العمانية